# Szkoła Podstawowa nr 3 im. Józefa Piłsudskiego (Tomaszów Mazowiecki)

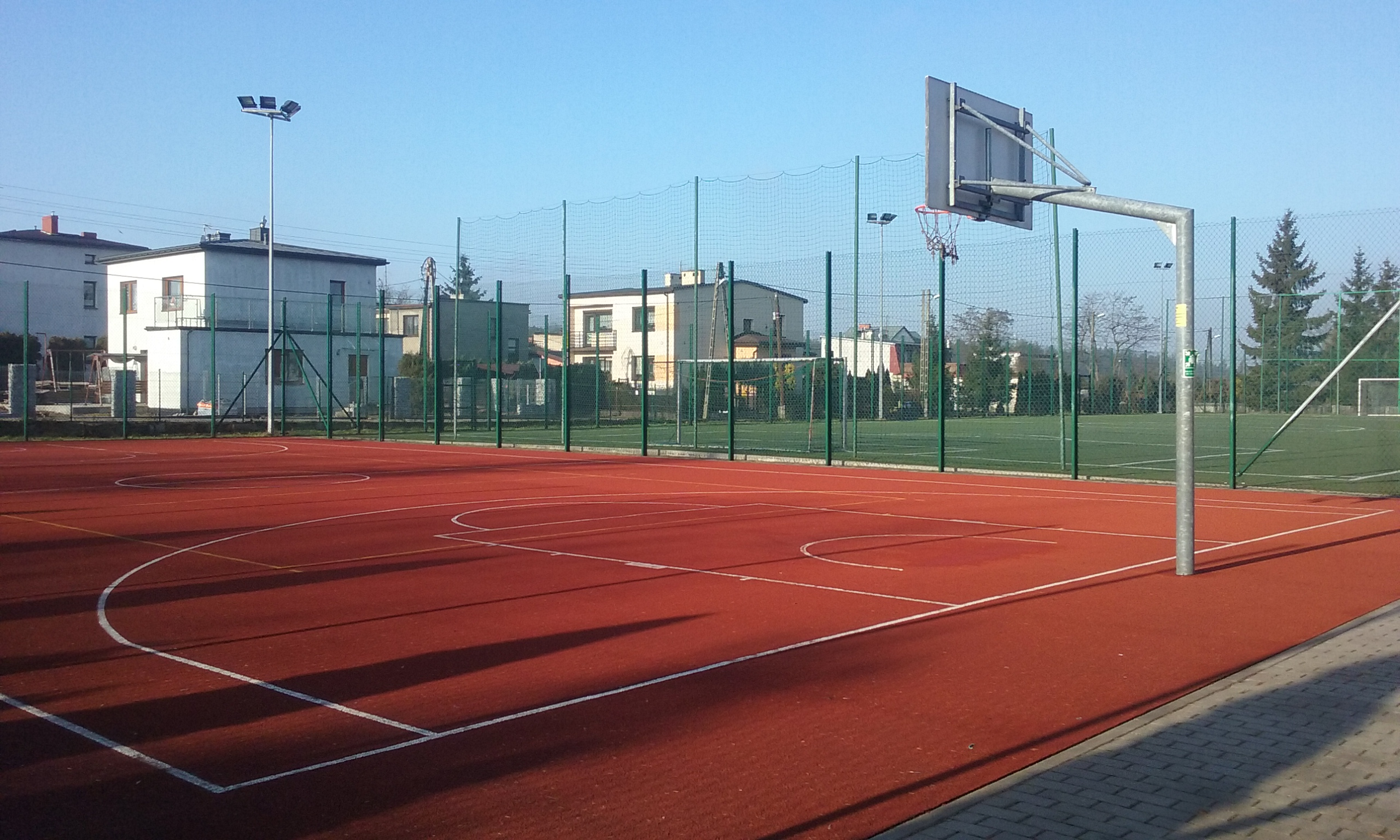
Boiska szkolne

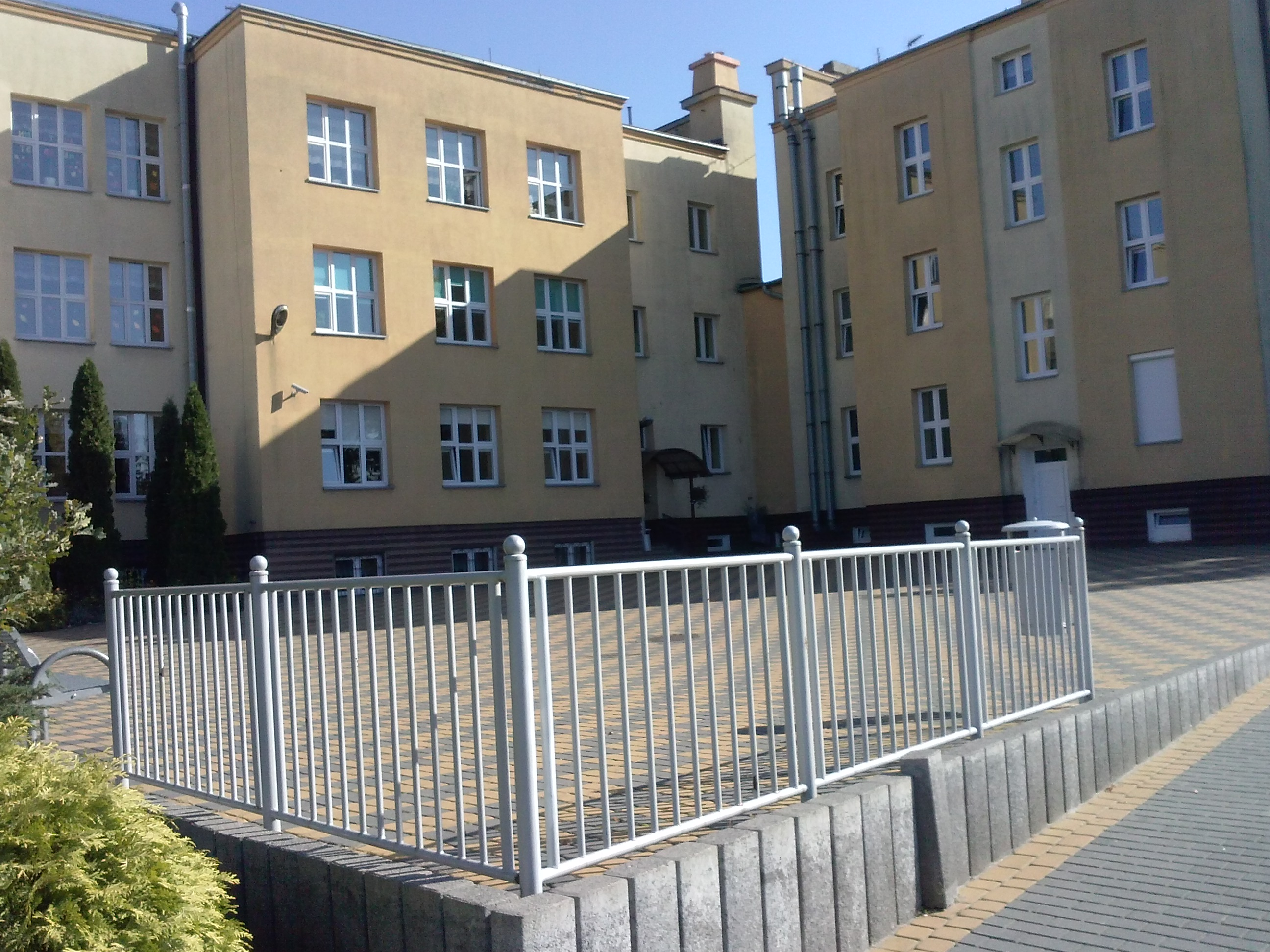
Dziedziniec szkolny

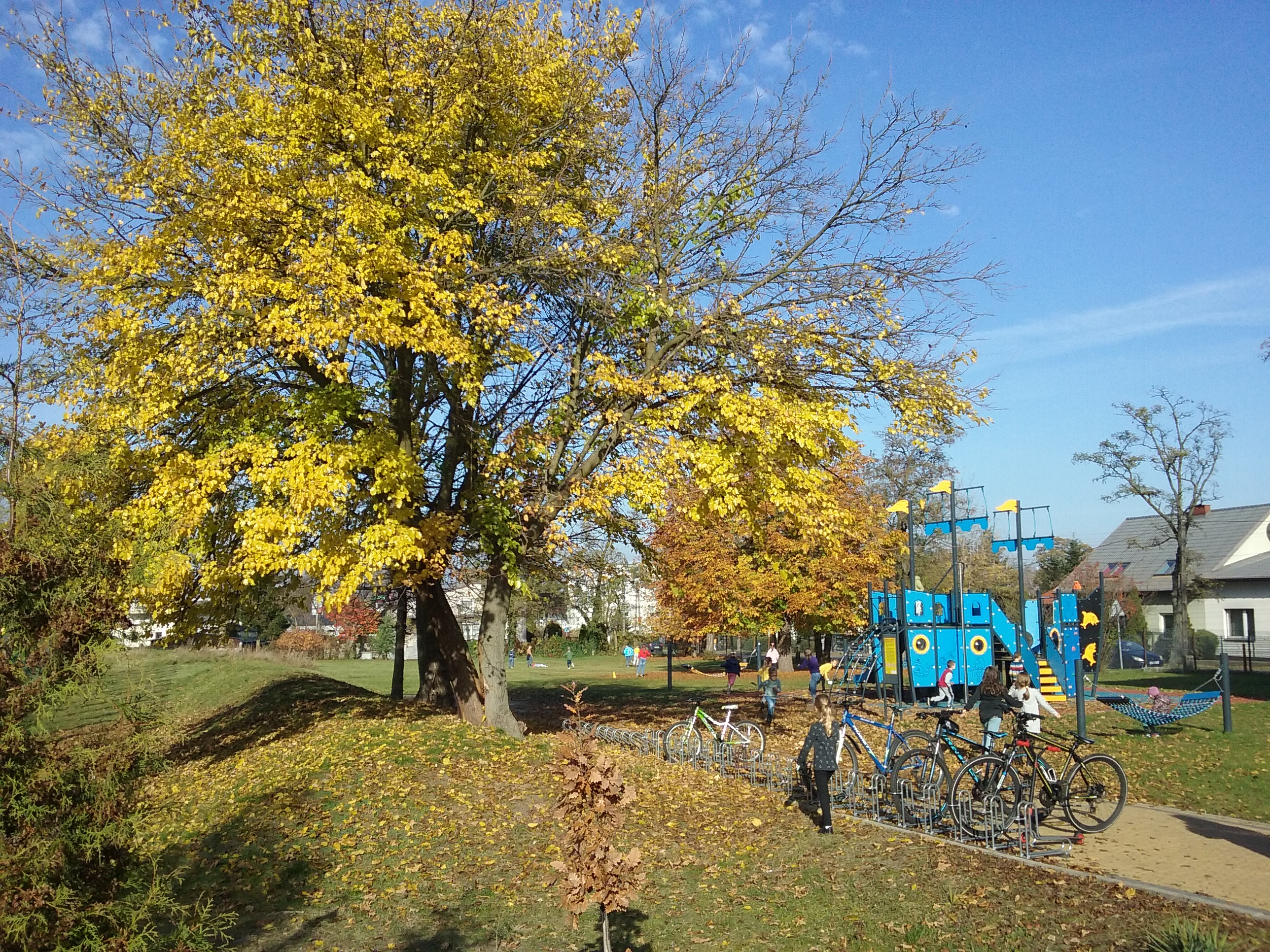
Podwórko szkolne

Szkoła Podstawowa nr 3 im. Józefa Piłsudskiego – istniejąca od 1915 roku szkoła podstawowa w Tomaszowie Mazowieckim. Jedna z pierwszych szkół w Polsce pod patronatem marszałka Józefa Piłsudskiego.

## Historia

### Początki podczas okupacji niemieckiej
W 1915 roku Eleonora Antonina  Czarnecka (z domu Rychter), założyła polską prywatną szkołę początkową. Rok później  kierownictwo placówki przekazano Aleksandrowi Terpiłowskiemu.

### Patronat Piłsudskiego za życia marszałka
1 listopada 1921 roku Ministerstwo Wyznań Religijnych i Oświecenia Publicznego za zgodą Naczelnika Państwa nadało szkole imię Józefa Piłsudskiego. W 1932 oddano do użytku wybudowany z funduszy państwowych okazały budynek w stylu modernistycznym. Bardzo dobre – jak na ówczesne czasy –  warunki lokalowe i opinia  najlepiej urządzonej szkoły spowodowały, że o przyjęcie do niej aplikowały dzieci z najzamożniejszych rodzin, a sama placówka uchodziła za elitarną. Dyrektorem  szkoły był wówczas Feliks Bielasik, a jego zastępcą był Mieczysław Kaźmirowski.  Dwa miesiące przed wybuchem II wojny światowej, 4 czerwca 1939 roku placówka otrzymała sztandar, którego matką chrzestną była wdowa po Marszałku Polski - Aleksandra Piłsudska. Obecna na uroczystości.

### Druga okupacja niemiecka
W pierwszych miesiącach II wojny światowej w gmachu szkoły okupanci niemieccy urządzili oflag  dla polskich oficerów. Na początku 1940 roku na krótko budynek zajął niemiecki wywiad. Od 1941 roku mieściła się tu niemiecka szkoła średnia. Pod koniec wojny Niemcy podminowali szkołę dwoma bombami lotniczymi, planując jej wysadzenie. Detonacja ładunków nie doszła jednak do skutku w wyniku odcięcia dopływu prądu.

### Po 1945 roku
Miesiąc po zajęciu Tomaszowa przez Armię Czerwoną, po rozminowaniu, już w  lutym 1945 roku szkołę ponownie otwarto. Jej dyrektorem został Mieczysław Kaźmirowski. Stanowisko piastował przez sześć następnych lat. Od roku 1950 szkoła zmieniła nazwę na Szkołę Podstawową TPD nr 2 (TPD nr 1 była dzisiejsza Szkoła Podstawowa nr 1 im. Aleksandra Kamińskiego). W latach 1951–1953 kierownictwo placówki objął Wincenty Sobolewski. A następnie w 1953 roku funkcję tę przejął Franciszek Witkowski. Jego kadencja trwała aż do 1982 roku. W latach 1954–1955 w szkole istniała czytelnia miejska będąca pierwszą ogólnodostępną biblioteką. Prowadziła ją tomaszowska poetka - Teresa Gabrysiewicz, która dziś jest patronką największej książnicy - Miejskiej Biblioteki Publicznej.

### Po 1989 roku
W 2015 roku, z okazji jubileuszu 100-lecia szkoły w Muzeum Miejskim im. Antoniego Ostrowskiego otwarto wystawę na temat historii szkoły. Jej kuratorem była dr Gabriela Ziółkowska. 
Po reformie tomaszowskiej oświaty w 2016 roku, szkoła wchodzi w skład Zespołu Szkolno-Przedszkolnego nr 10 (wraz z pobliskim  przedszkolem nr 11 przy ulicy Farbiarskiej 51/57).
Przez ponad 10 lat do 2019 roku placówką zarządzała Mirosława Tomczyk.

## Orkiestra szkolna

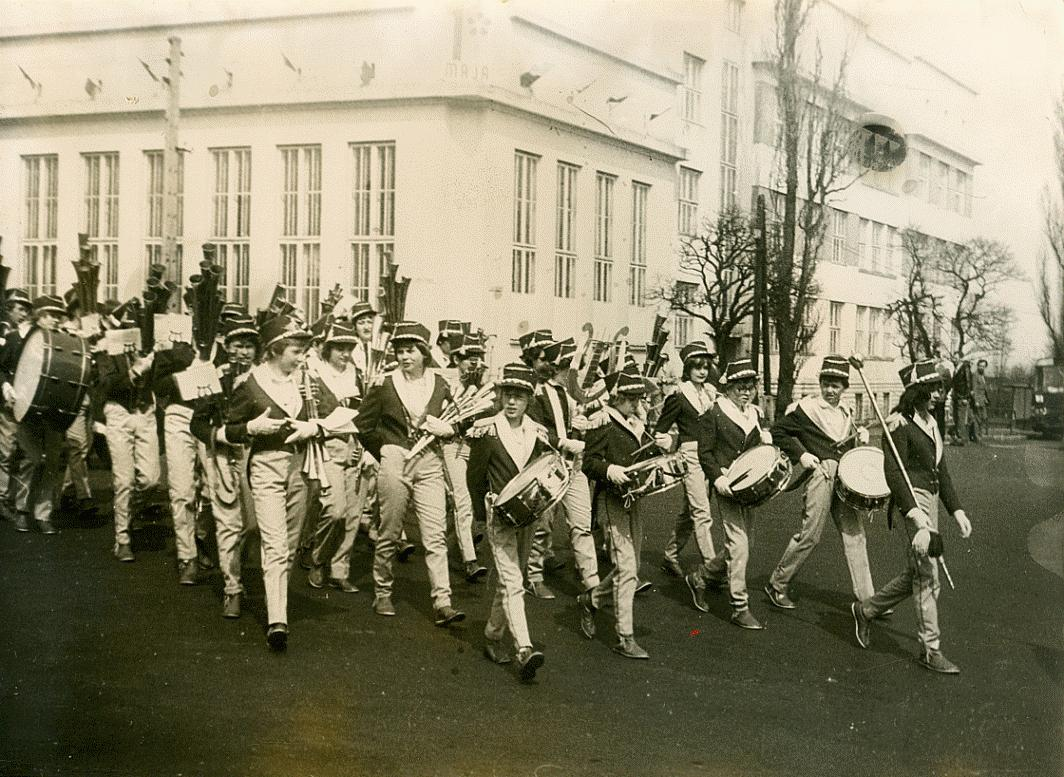
Przemarsz orkiestry ulicami miasta w latach 70. XX wieku

Od 14 października 1975 przy szkole działa zespół „Szałamaje” grający na szałamajach. Pomysłodawcą orkiestry był nauczyciel muzyki Leopold Figat, a w stworzenie grupy zaangażował się ówczesny wiceminister edukacji, wychowanek szkoły Jerzy Wołczyk. Pierwsze koncerty orkiestry wzbudziły duże zainteresowanie w mieście, więc ówczesne władze sfinansowały jej bogate wyposażenie. Natomiast stroje koncertowe, historyczne obuwie, pasy do instrumentów wykonały za darmo tomaszowskie zakłady włókiennicze i skórzane. Niedługo potem, zespół rozrósł się do 60 muzyków i posiadał trzy komplety strojów koncertowych. W 1977 roku orkiestra zdobyła „Brązową Jodłę”, a rok później „Srebrną Jodłę” na Ogólnopolskim Festiwalu Kultury Młodzieży Szkolnej w Kielcach. Obecnie w orkiestrze gra dwadzieścia uczennic i uczniów. Oprócz szałamai, orkiestra gra na sopranach, altach, tenorach, barytonach, basach, bębnie, werblu, czynelach i lirze. Zespół ma swojego dyrygenta – orkiestrę obecnie prowadzi Marzena Zwolska. Przez wiele lat – również będąc już na emeryturze –  kapelmistrzów szkolił Leopold Figat. W 2009 roku uroczyście obchodzono 35–lecie orkiestry „Szałamaje”. 

## Strzelnica sportowa
Przy szkole działa Liga Technik Obronnych. W jej skład wchodzą: sekcja sztuk walki i Koło Ligi Obrony Kraju „Snajper”. W 2014 roku otwarto strzelnicę sportową. Obiekt posiada cztery stanowiska do ćwiczeń z bronią pneumatyczną, trzy stanowiska przeznaczone do strzelań z borni typu Air Soft Gun oraz jedno stanowisko do rzucania nożami i shurikenikami.

## Znani uczniowie
Dr hab. Jerzy Wołczyk – wiceminister Oświaty i Wychowania w PRL.